# Nalič
Nalič ili premaz je tanka čvrsta prevlaka nastala nakon ličenja, to jest nanošenja boja i lakova na drvenu, metalnu i drugu podlogu. Svojom čvrstoćom te kemijskom, a dodatkom biocida i biološkom otpornošću, štiti podlogu od razornih utjecaja okoline, a lijepim izgledom i dodatnim vidljivim učincima uljepšava zaštićene predmete.
Naliči u boji koji se rabe u slikarstvu su na primjer uljane boje i vodene boje.

## Boje i lakovi
Boje i lakovi je skupni naziv za tekuće, do pastozne ili praškaste smjese tvari, koje se u tankom sloju nanose na površinu metala, mineralnih podloga (beton, žbuka i slično), drva, plastike i drugih materijala, gdje fizikalnim ili kemijskim promjenama (sušenje) stvara tanak film (nalič, premaz). Osnovna im je namjena zaštita podloge od štetnih utjecaja okoline, a također svojim izgledom i bojom uljepšavaju predmete ili pak služe za njihovo označivanje. Posebne namjene imaju grafičke i slikarske boje, lakovi za nokte i kosu i slično.
Osnovni su sastojci boja i lakova veziva, otapala, pigmenti, punila i dodatci. Lak je naziv za smjesu bez pigmenata i punila, pa je njegov film proziran i bezbojan. Smjesa koja sadrži i bijele, crne ili obojene pigmente, što pak filmu daju neprozirnost i obojenost, a često sadrži i punila, naziva se bojom, a sjajna završna boja lak-bojom. Poluprozirna boja s malo pigmenata, koji drvenoj podlozi daju obojenost, ali njezina struktura ostaje vidljivom, zove se lazura.
Veziva, kao najvažniji sastojci boja i lakova, tvore film koji povezuje sve sastojke međusobno i s podlogom. To su, uz iznimku vodotopljivih silikata, organske tvari, uglavnom polimeri (prirodne i sintetske smole), zatim sušiva ulja (firnis), voskovi, bitumeni, asfalti, derivati celuloze. Najvažnija su veziva poliesterske (uglavnom alkidne), vinilne, akrilne, epoksidne, poliuretanske, silikonske i druge sintetske smole (polimerni materijali). Otapala služe za otapanje veziva i postizanje prikladne viskoznosti za proizvodnju i primjenu boja i lakova. Kako su to hlapljive, zapaljive, po zdravlje i okoliš opasne tekućine, danas se njihova upotreba nastoji izbjeći (upotrebom praškastih boja za metale) ili bar ograničiti (upotrebom boja i lakova s velikim udjelom suhe tvari, zabranom upotrebe najopasnijih vrsta). Najvažnija je ipak zamjena vodom kao otapalom za vodotopljive smole, a pogotovo kao sredstvom u kojem su dispergirane fine čestice organskih polimera, koji imaju ulogu veziva za disperzijske boje.
Dobro prianjanje i trajnost zaštite osigurava podloga očišćena od hrđe, masnoće i drugih nečistoća, a metalne se podloge često i predobrađuju (fosfatiranje, kromiranje, eloksiranje). Boje i lakovi nanose se na podlogu ličenjem (kistom, valjkom), štrcanjem (s pomoću stlačenog zraka, elektrostatički), uranjanjem (običnim ili uz elektroforezu) ili lijevanjem. Iz nanesenog tankog sloja najprije ispari otapalo, što je za neke vrste boja i lakova (na primjer nitro lak) dovoljno za stvaranje suhog filma (fizikalno sušenje). U ostalim vrstama nastaje kemijsko sušenje, tijekom kojega vezivo kemijskom reakcijom prelazi u visokomolekularne prostorno umrežene strukture – čvrsti film. Najčešće su reakcije: polimerizacija (obično kisikom iz zraka ili reakcijom dvaju vrsta veziva) i polikondenzacija. Sve se češće umrežavanje polimera znatno ubrzava s pomoću ultraljubičastog ili infracrvenog zračenja ili bombardiranja elektronskim snopom.
Boje i lakovi razlikuju se prema vrsti i udjelu veziva, prema prozirnosti, obojenosti, sjaju (sjajni, polusjajni i bez sjaja – zagasiti), prema posebnim učincima (metalizirani, fluorescentni), prema ulozi i redoslijedu nanošenja u sustavu zaštite (temeljni, međuslojni, pokrivni), prema zaštitnim svojstvima, podlozi na koju se nanose i tako dalje.

## Osnovni sastojci premaza
Osnovni sastojci premaza su: veziva, pigmenti, punila, otapala te dodaci kao što su inhibitori, razrjeđivači, plastifikatori i očvrščivaći. 

### Veziva
Veziva su neisparljivi dio premaznih sredstava, a odgovorna su za stvaranje koherentnog, neprekidnog sloja, koji potpuno prianja uz podlogu. Značajno određuju mehanička i kemijska svojstva prevlake te povezuju sve druge komponente sustava u optimalni proizvod. Također, određuju principe i tehnike pripreme površine te nanošenja zaštitnog sustava. Kao veziva primjenjuju se biljna sušiva i polusušiva ulja, celulozni derivati, klor-kaučuk (lateks), asfalt, voskovi, gumene smjese, silikoni, cement, emajl, metali i drugo.

### Pigmenti
Pigmenti su praškaste fino dispergirane anorganske ili organske tvari s velikim indeksom loma koje, osim što premazu daju boju i neprozirnost, mogu povećati njegovu kemijsku i toplinsku postojanost te poboljšati mehanička svojstva.

### Punila
Punila su minerali koji se često dodaju vezivu umjesto jednog dijela pigmenata u cilju poboljšanja mehaničkih i toplinskih svojstava premaza te sniženja njegove cijene. Punila, također, poboljšavaju kemijsku i korozijsku otpornost premaza te pojačavaju otpornost na abraziju i udarce i slično.

### Otapala i razrjeđivači
Otapala i razrjeđivači otapaju veziva premaznih sredstava te smanjuju viskoznost premaza. Osim na viskoznost, otapalo utječe i na tečljivost premaza, brzinu sušenja, svojstva nanošenja premaza te sjaj. Ako je viskoznost premaza viša od one koja je prikladna za nanošenje premaza na podlogu, premazu se neposredno prije nanošenja dodaju razrjeđivači. Razrjeđivači su smjese različitih otapala i organskih kapljevina pomoću kojih se podešava željena viskoznost premaza. Nije rijedak slučaj da se jedan spoj u nekim slučajevima primjenjuje kao otapalo, a u drugim kao razrjeđivač. Osim osnovne primjene, otapala se upotrebljavaju za skidanje starih premaza. 

### Dodaci
Dodaci su tvari koje se dodaju premazima u cilju poboljšanja nekih njihovih svojstava. To su razni omekšivači (homogeniziraju film premaza), sikativi (ubrzavaju sušenje veziva), sredstva za sprječavanje taloženja (sedimentiranja) te sredstva za kvašenje.

## Podjela premaza
Razvrstavanje premaza može se provesti prema različitim čimbenicima: broju dijelova, načinu sušenja, trajnosti, generičkim tipovima itd. Organska premazna sredstva mogu se razvrstati na nekoliko načina, ali ni jedan od njih ne daje potpuno određenje dotičnog sredstva. Uobičajeni načini razvrstavanja premaznih sredstava su:  
- prema sastavu, pri čemu se podjela obično temelji na vrsti veziva, ali ponekad i na vrsti pigmenta ili razrjeđivača/otapala,
- prema osnovnoj namjeni (sredstva za zaštitu od korozije, od mehaničkog oštećivanja, biološkog obraštaja, požara, za dekoraciju, za električnu izolaciju itd.),
- prema izgledu (bezbojne i obojene, mutne i sjajne, prozirne i neprozirne),
- prema podlogama na koje se nanose (crni i obojeni metali, građevinski materijali, drvo itd.),
- prema broju komponenata koje se miješaju prije nanošenja, pa mogu biti jednokomponentni (1K), dvokomponentni (2K) ili višekomponentni.
- prema ulozi u premaznom sustavu (temeljna, međuslojna i pokrivna premazna sredstva, kitovi itd.),
- prema načinu očvršćivanja (sušenja), mogu se podijeliti na konvertibilne i nekonvertibilne. Konvertibilni premazi su oni koji očvršćivaju oksidacijom ili polimerizacijom. Oba načina su nepovratna jer je nastali sloj mrežaste strukture i netopljiv u originalnom otapalu. Nekonvertibilni premazi su premazi koji se suše isparavanjem otapala i koji nakon nanošenja ne prolaze kroz neke značajnije kemijske promjene.
- prema normi ISO 12944-5, zavisno o trajnosti zaštite, premazi mogu biti: kratkotrajni - do 5 godina, srednje trajni - 5 do 10 godina, dugotrajni - 10 do 20 godina.

Međusobna kompatibilnost pojedinih vrsta premaza značajna je pri odabiru sustava premaza koji se sastoji od više slojeva ili kod zaštite prethodno zaštićenih površina s kojih nije u potpunosti uklonjen stari zaštitni sloj. Tablica kompatibilnosti premaza navedena je u švicarskoj normi SN 555 011. Uspostavljanje sustava za zaštitu od korozije premazima uključuje izradu projektne dokumentacije, pripremu površine, nanošenje premaza i kontrolu kvalitete tog sustava zaštite. Projektna dokumentacija određuje vrstu premaznog sredstva, način pripreme površine, način nanošenja premaza, postupke provjere provedenih radova, načine otklanjanja uočenih nedostataka, mjere zaštite okoliša i zdravlja, potvrde proizvođača i neovisnih institucija o svojstvima i kvaliteti upotrijebljenih materijala te način održavanja sustava zaštite od korozije. 

## Priprema metalne površine za nanošenje premaza
Da bi se postiglo što čvršće prianjanje premaza neophodno je provesti dobru pripremu površine konstrukcije. Nanošenje boje na nepripremljenu ili loše pripremljenu površinu rezultira nekvalitetnom prevlakom. Priprema podloge obuhvaća čišćenje i kondicioniranje, jer površina koja se štiti mora biti čista i točno određene hrapavosti kako bi se uspostavila dobra prionjivost premaza. Zbog toga je na početku potrebno provesti vizualno ocjenjivanje stanja površine. Čišćenjem se s podloge uklanjaju onečišćenja kao što su masnoće, korozijski produkti, oštećene prevlake, prašina, čađa, pepeo itd. Kondicioniranjem se postiže tražena hrapavost, tj. glatkoća površine. Za dobro provođenje predobrade površine potrebno je više operacija, a obično su to operacije odmašćivanja te mehaničke i kemijske pripreme podloge. 

### Odmašćivanje
Odmašćivanjem se odstranjuju mineralne i biološke masne tvari, to jest teški ugljikovodici iz nafte, odnosno trigliceridi masnih kiselina iz biljaka, životinja ili ljudi. Te tvari potječu od sredstava za podmazivanje i hlađenje pri mehaničkom oblikovanju predmeta, od masnih prevlaka za privremenu zaštitu (za konzerviranje) ili od ljudskog utjecaja. Postupak odmašćivanja može se provesti otapanjem masnoća s hlapljivim organskim otapalima koji se naknadno otpare s odmašćenih površina. Također su prikladni i razrjeđivači organskih premaznih sredstava, to jest smjese hlapljivih organskih kapljevina, najčešće ugljikovodika, estera, ketona i alkohola. 
Postupak se može provesti trljanjem natopljenom tkaninom, uranjanjem predmeta u otapalo, a može se primijeniti i odmašćivanje prskanjem te takozvano parno i ultrazvučno odmašćivanje. Parno odmašćivanje sastoji se u izlaganju hladnih predmeta pari otapala koje ključa u donjem dijelu uređaja. Vodena para se na metalnoj površini kondenzira, kondenzat otapa masne tvari i otkapljuje u vrelo otapalo. Za odmašćivanje se mogu upotrebljavati i lužnate otopine koje se pripremaju od natrijevog ili kalijevog hidroksida, karbonata, silikata, borata ili fosfata. Postupak se provodi na temperaturama između 50 ºC i 100 ºC, uranjanjem uz miješanje ili prskanjem. Kako je pH-vrijednost takvih otopina veća od 11, one su agresivne prema amfoternim metalima (Al, Pb, Sn, Zn) pa prilikom primjene ove metode treba biti oprezan. Masne naslage mogu se ukloniti i pomoću deterđenata i sapuna. Potpunost odmašćivanja ispituje se pri ispiranju pomoću takozvanog vodenog testa. Ako na metalnoj površini nastane jednolični vodeni film koji se zadržava barem 30 sekundi, površina je odgovarajuće odmašćena. U suprotnom, ako se voda povlači s dijela površine uz nastajanje suhih "otoka" ili ako se skuplja u kapljice, površina je još uvijek masna. 
Za pripremu čeličnih površina nakon odmašćivanja, a prije nanošenja zaštitnih premaza, primjenjuju se različite metode: 
- mehaničko čišćenje (strojna i ručna obrada),
- kemijsko čišćenje
- toplinsko ili termičko čišćenje.

### Mehaničko čišćenje
Mehaničkom pripremom površine uklanjaju se korozijski produkti i druga nemasna onečišćenja, a postiže se i određeni oblik te stupanj hrapavosti površine. Čišćenje čeličnih površina mlazom abraziva (pjeskarenje) je najdjelotvornija metoda, nakon koje se dobiva optimalno pripremljena površina za nanošenje zaštitnih premaza. Uglavnom se rabe dvije glavne skupine abraziva: metalni abrazivi i mineralni abrazivi. Kao mineralni abraziv upotrebljava se kvarcni pijesak, a kao metalni čestice lijevanog željeza i čelika različitog oblika, koji se još nazivaju i sačma. U novije vrijeme sve se više primjenjuje način čišćenja mlazom mokrog abraziva, to jest kombinacijom suhog abraziva i vode. Ovim postupkom se izbjegava štetan utjecaj prašine na zdravlje rukovatelja, smanjuje se potrošnja abraziva i uklanjaju čestice topljive u vodi. U vodu se dodaju inhibitori za sprječavanje korozije nakon čišćenja. Inhibitori moraju biti kompatibilni s temeljnim premazom koji se nanosi na očišćenu površinu. Vrsta, oblik i veličina abraziva opisani su u međunarodnim normama ISO 11124 – ISO 11127. 
Često se za obradu površine rabe i rotacijski alati, kojima se obavlja brušenje i poliranje površine. Sve glađa površina postiže se stupnjevitom obradom sa sve finijim zrncima abraziva. Ako je potrebno, obrada se nastavlja poliranjem površine, pri čemu se primjenjuju finija zrnca s većim polumjerom zakrivljenosti na bridovima, ili rotacijski kolutovi s pastama za poliranje. Kod ručnog skidanja hrđe primjenjuju se različite čelične četke, strugala, čekić za skidanje hrđe, pištolj s iglom i slično. Ovakav način skidanja hrđe zbog velike količine potrebnog rada je neekonomičan za čišćenje velikih površina, a također ne daje visok stupanj čistoće, pa se primjenjuje samo lokalno te u slučaju malih korozijskih opterećenja.

### Kemijsko čišćenje
Kemijsko čišćenje i uklanjanje hrđe s metalne površine provodi se uranjanjem predmeta u razrijeđenu sulfatnu ili kloridnu kiselinu uz dodatak inhibitora radi sprječavanja nagrizanja slobodne metalne površine. Postupak je poznat pod nazivom kiselo dekapiranje (nagrizanje). Ponekad se umjesto kiselog dekapiranja provodi lužnato dekapiranje, uranjanjem u vruću 10-20%-tnu otopinu NaOH uz dodatak oksidansa, reducensa ili liganada koji daju topljive komplekse. Za dekapiranje mogu poslužiti i paste (kaše) koje se pripremaju od netopljivih praškova (na primjer gline, infuzorijske zemlje i slično) ili od želatinoznih tvari, to jest od tvari koje otapaju korozijske produkte. Nanose se pomoću četki i nakon određenog vremena ispiru vodom uz eventualno četkanje.

### Toplinsko ili termičko čišćenje
Toplinsko ili termičko čišćenje provodi se oksiacetilenskim plamenom, pri čemu, zbog različitog toplinskog koeficijenta rastezanja metala i oksida slabi njihova međusobna veza, pa se nastali korozijski produkti mogu lako ukloniti naknadnim mehaničkim čišćenjem. Ova se metoda često primjenjuje za uklanjanje starih zaštitnih prevlaka i premaza. Nakon čišćenja potrebno je ustanoviti da li je postignuta odgovarajuća čistoća površine. Kontrola se najčešće provodi uspoređivanjem površine s referentnim fotografijama.

### Stupanj očišćenosti površine
Najpoznatiji način utvrđivanja stupnja očišćenosti površine je prema standardu ISO – SIS 8501–1. Ova ISO norma također sadrži niz fotografija čeličnih površina očišćenih i s plamenom.
Tablica: Priprema površine prema ISO 8501-1
| Oznaka | Naziv (pojam)                                              | Opis |
| ------ | ---------------------------------------------------------- | --- |
|        |                                                            | Priprema površine mlazom abraziva |
| S 2    | Temeljito čišćenje mlazom                                  | Površina mora biti (gledano bez povećala) čista, bez vidljivih tragova ulja, masti i prljavštine te gotovo potpuno bez okujine, hrđe, premaza i stranih nečistoća. Svi preostali ostaci moraju čvrsto prianjati. Vidi usporedne uzorke: B S 2, C S 2 i D S 2 u ISO 8501-1.                                              |
| S 21/2 | Vrlo temeljito čišćenje mlazom                             | Površina mora biti (gledano bez povećala) čista, bez vidljivih tragova ulja, masti i prljavštine te skoro potpuno bez okujine, hrđe, premaza i stranih nečistoća tako da možda preostali tragovi mogu izgledati kao blage mrlje ili sjene. Vidi usporedne uzorke: A S 21/2, B S 21/2, C S 21/2 i D S 21/2 u ISO 8501-1. |
| S 3    | Čišćenje mlazom, do odstranjivanja svih nečistoća s čelika | Površina mora biti (gledano bez povećala) čista, bez vidljivih tragova ulja, masti i prljavštine te potpuno bez okujine, hrđe, premaza i stranih nečistoća. Površina mora biti jednoličnog metalnog izgleda. Vidi usporedne uzorke: A S 3, B S 3, C S 3 i D S 3 u ISO 8501-1.                                           |
|        |                                                            | Priprema površine ručnim skidanjem hrđe |
| St 3   | Ručno uklanjanje hrđe                                      | Površina mora biti (gledano bez povećala) čista od vidljivih tragova ulja, masti i prljavštine, te bez okujine, hrđe, premaza i stranih onečišćenja, tako da pokazuje slabi metalni sjaj. Vidi usporedne uzorke: B St 3, C St 3 i D St 3 u ISO 8501-1.                                                                  |

## Nanošenje premaza
Premazna sredstva treba ispravno skladištiti na temperaturi od 0 ºC do 30 ºC. Prvi temeljni premaz potrebno je nanijeti odmah nakon pripreme površine, po mogućnosti još istog dana kad je priprema provedena. Nanošenje premaznih sredstava na podloge redovito se obavlja višeslojno uz potpuno ili djelomično sušenje prethodnog sloja, a ponekad i uz njegovu mehaničku obradu. Potrebno je pridržavati se minimalnih i maksimalnih vremena međusušenja da ne bi došlo do zadržavanja otapala, odvajanja slojeva, smanjenja postojanosti i sličnih pojava. Veziva slojeva koji se dodiruju moraju biti istovrsna ili kompatibilna to jest međusobno podnošljiva, a također je nužna i kompatibilnost između podloge i temeljnog premaza. Premazna sredstva se nanose četkama (kistovima), lopaticama i valjcima te prskanjem, uranjanjem i elektroforezom. 
Prije nanošenja premaza potrebno je upoznati se s premaznim sredstvom koje će se nanositi. To znači dobro proučiti sve upute i upozorenja koja se nalaze na poleđini pakiranja premaza. Osnovna svojstva koja se obično navode u uputama proizvođača su: vrsta polimerne osnove, vrsta pigmenta, volumni ili maseni udio krutih čestica, gustoća u isporučenom stanju, viskoznost, pokrivna moć, tipična debljina mokrog i suhog sloja, količina hlapljive komponente, brzina sušenja, boja, stupanj sjaja, trajnost, uvjeti skladištenja i drugo. Često se u tim uputama navodi i svojstvo tiksotropnosti. To je reološko svojstvo ili svojstvo tečenja premaza. Kod tiksotropnih premaza se prilikom miješanja značajno snizuje viskoznost, koja po prestanku miješanja eksponencijalno raste. Zbog toga se mijenja i ponašanje premaza prilikom nanošenja na vertikalnu površinu. Prednosti tiksotropnih premaza su sljedeće: nema gubitaka materijala zbog kapanja, bolje je prianjanje, postoji mogućnost uzimanja veće količine boje na četku, nanošenje debljih slojeva bez curenja te postizanje istog stupnja zaštite s manjim brojem slojeva u kraćem vremenu i s manjim troškovima.
Prije samog nanošenja premazno sredstvo je potrebno dobro promiješati. Ako se radi o jednokomponentnim premazima, oni se isporučuju već spremni za nanošenje kistom, valjkom ili raspršivačem. Ako se radi o dvokomponentnom premazu, u staklenu posudu je potrebno zamiješati komponente u odgovarajućem omjeru. Poželjno je da mješavina odstoji desetak minuta prije uporabe. 
Nanošenje četkom mora biti provedeno na pravilan način kako bi sloj premaza bio što ravnomjerniji i što jednoličnije debljine. Prilikom nanošenja premaza četku je potrebno držati pod pravim kutom prema površini koja se zaštićuje. Boja se nanosi vodoravnim pokretima četke na manju površinu, a zatim ponovo okomito. Na ovaj način moguće je izbjeći curenje boje. Sva osjetljiva mjesta mogu se posebno premazati prije nanošenja boje na ostale dijelove, kako bi se što bolje zaštitila. Nakon nanošenja primarnog sloja premaza pristupa se određivanju debljine tog mokrog sloja. 
Nanošenje valjkom provodi se na većim površinama konstrukcije. Ako se primjenjuje neka od tehnika prskanjem (prskanje komprimiranim zrakom, bezračno prskanje ili termoprskanje) potrebno je voditi računa o zaštiti okoliša. Kontrola za vrijeme i nakon postupka nanošenja uključuje vizualni pregled površine na koju je nanesen premaz, mjerenje debljine mokrog sloja, mjerenje debljine suhog sloja, ispitivanje prionjivosti i poroznosti premaza. Sva zapažanja, izmjerene vrijednosti te uvjeti na mjestu izvođenja radova moraju biti dokumentirani zbog čega je potrebno voditi kontrolne liste.

## Ispitivanje prionjivosti premaza
Ispitivanje prionjivosti premaza je metoda kojom se ispituje prionjivost, a to je jedno od najvažnijih svojstava naliča ili premaza, koje ovisi o kvaliteti pripreme površine i o sukladnosti (kompatibilnosti) premaznih sredstava. U slučaju 2-K (dvokomponentnih) premaza ovisi o odnosu upotrijebljenih sastojaka. Čvrstoću prianjanja (adheziju) prevlake na podlogu nije jednostavno izravno mjeriti. Zato se u proizvodnji većinom određuju neka mehanička svojstva povezana s adhezijom, pri čemu se uzorak s prevlakom redovito razara, to jest metode određivanja prionjivosti premaza su destruktivne metode.

## Vanjske poveznice
- Premaz Hrvatska tehnička enciklopedija, portal hrvatske tehničke baštine. LZMK